# Явата (Кіото)

Ява́та (яп. 八幡市, やわたし, МФА: [jawata ɕi]?) — місто в Японії, в префектурі Кіото.     Отримало статус міста 1977 року. Площа становить 24,37 км². Станом на 1 жовтня 2017 року населення складало 71 775  осіб, густота населення — 2950 осіб/км².     

## Історія
Фукучіяма отримало статус міста 1 листопада 1977 року.